# Institut technique franco-chinois de Shanghai

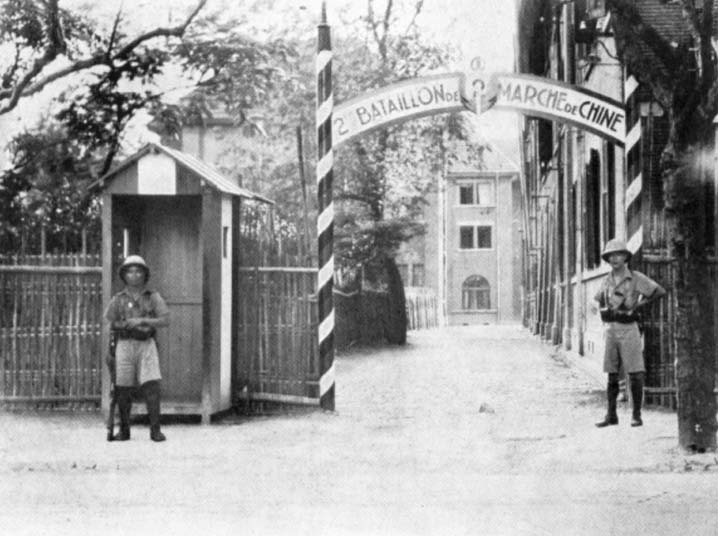
Vue de l'institut technique franco-chinois gardé par des soldats français, entre 1937 et 1939.

Pour les articles homonymes, voir Institut franco-chinois.
L'institut technique franco-chinois de Shanghai (chinois : 上海中法工学院[réf. souhaitée]), ou institut franco-chinois d'industrie et de commerce, est un établissement laïc d'enseignement supérieur technique installé à Shanghai de 1921 à 1940. 

## Historique
Fondé dans une initiative conjointe des gouvernements français et chinois[réf. souhaitée], l'institut est inauguré le 11 mars 1921. Il a pour but de « former des techniciens, contremaîtres, chefs d’atelier, conducteurs de travaux versés dans la pratique des arts mécaniques, des industries électriques, de la
construction des chemins de fer, et aussi des employés de commerce ». Son premier directeur est Charles Maybon. Il est installé dans la concession française de Shanghai au croisement de la rue Lafayette (zh) et de l'avenue du roi Albert (zh), dans une ancienne école allemande de médecine et d'ingénieurs. 
Sujet à des difficultés administratives et financières, l'institut disparait en 1940. L'institut est occupé par l'Armée française : l'état-major des troupes françaises en Chine s'installe dans le bâtiment en février 1940, rejoint en juillet 1943 par le bataillon supplétif tonkinois. 